# منتخب هونغ كونغ لكأس فيد
منتخب هونغ كونغ لكأس فيد (بالإنجليزية: Hong Kong Fed Cup team)‏ هو ممثل هونغ كونغ الرسمي في كرة المضرب في كأس فيد.